# Самаева, Леся Васильевна
Леся Васильевна Самаева (род. 28 июня 1975, Киев) — украинская актриса театра и кинo, телеведущая. Заслуженная артистка Украины (2016).Также награждена орденом княгини Ольги III степени (2021).

## Биография
В 1996 году окончила Киевский институт театрального искусства имени И. К. Карпенко-Карого (курс Л. А. Олейника).
С 1996 года — актриса Киевского театра драмы и комедии на левом берегу Днепра.

### Семья
- Муж — Андрей Саминин, актёр
  - Дочь — Мария (род. 2002)

## Театральные работы

### Киевский академический театр драмы и комедии на левом берегу Днепра
- 1996 — «Новогодние приключения Буратино» А. Гетманского — Мальвина
- 1996 — «Комедия о прелести греха» Н. Макиавелли — Лукреция
- 1997 — «Мелкий бес» Ф. Сологуба — Людмила Рутилова
- 1997 — «Живой труп» Л. Толстого — Саша
- 1997 — «Любовь к трём апельсинам» К. Гоцци — Нинетта
- 1998 — «Ты, которого любит душа моя» по пьесе Н. Птушкиной «Овечка» — Рахиль
- 1998 — «Венецианский мавр» («Отелло») В. Шекспира — Бьянка / Дездемона
- 1999 — «Идеальный муж» О. Уайльда — мисс Мейбл Чилтерн
- 1999 — «Что вы потеряли в чужих снах?» по пьесе М. Фриша «Санта Крус» — Виола
- 1999 — «Вечный муж» Ф. Достоевского — Надя
- 2000 — «Анна Каренина» Л. Толстого — Китти Щербацкая
- 2000 — «Нехай одразу двох не любить…» по пьесе М. Старицкого «Ой, не ходи, Грицю…» — Маруся Шурай
- 2003 — «Тайна страсти жгучей» по пьесе Э. Ростана «Романтики» — Сильветта
- 2005 — «Сирано де Бержерак» Э. Ростана — Роксана
- 2005 — «Ромео и Джульетта» В. Шекспира — женщина из семьи Монтекки
- 2006 — «Зрители на спектакль не допускаются!» по пьесе М. Фрейна «Театр» — Флавия Брент
- 2006 — «Очередь» А. Марданя — Медсестра Мария
- 2006 — «Какие у вас претензии к жене?» («Голубчики мои!..») по произведениям Ф. Достоевского и А. Володина — Миронова
- 2007 — «Последний герой» А. Марданя — Людмила
- 2008 — «Лолита» В. Набокова — Шарлотта Гейз
- 2009 — «Играем Чонкина» по роману В. Войновича «Жизнь и необычайные приключения солдата Ивана Чонкина» — Нюра
- 2010 — «Куда подует ветер…» по пьесе Л. Пиранделло «Лиола» — Ерисена Ризнич
- 2010 — «Три сестры» А. Чехова — Маша
- 2011 — «Дон Жуан, или Уроки обольщения» по пьесе А. Миллера «Прощание Дон Жуана» — Донна Лаура
- 2012 — «Звонок из прошлого» А. Крыма — Рита
- 2013 — «Идеальная пара» по пьесе М. Камолетти «Ох, уж эта Анна!» — Жаклин
- 2014 — «Веселье сердечное, или Кепка с карасями», по произведениям Ю. Коваля — Пантелеевна
- 2015 — «Близость…» П. Марбера — Анна
- 2015 — «Пой, Лола, пой!», по роману Г. Манна «Учитель Гнус», пьеса А. Чепалова — Густа, артистка

### Центр театрального искусства им. Леся Курбаса
- 1999 — «Чайка» А. Чехова — Нина Заречная
- 2008 — «Авва и смерть» О. Танюк — Ева

### Антреприза
- 2009 — «Мещанин во дворянстве» Мольера — г-жа Журден

## Фильмография
1. 1998 — Кольца всевластия — Олеся, дочь Остапа
2. 1999 — Как закалялась сталь — Тоня Туманова
3. 2001 — Комедийный квартет — Анжела, дочь директора телекомпании
4. 2001 — Леди Бомж — спутница Туманского
5. 2004 — Казанова поневоле — Юлия Монастырская, актриса
6. 2004 — Небо в горошек — мама двойняшек
7. 2004 — Плакальщик, или Новогодний детектив — Зайцева, лейтенант милиции
8. 2004 — Я тебя люблю — Лика, соседка Ордынцевых
9. 2005 — Возвращение Мухтара—2 (14-я серия «Тень отца Гамлета») — Вика Лихова
10. 2005 — Золотые парни — медсестра у Кмита
11. 2005 — Миф об идеальном мужчине. Детектив от Татьяны Устиновой — молодая Рогожская
12. 2005—2006 — Сёстры по крови — Танюша
13. 2005—2007 — Запороги
14. 2006 — Возвращение Мухтара—3 (38-я серия «Ванечка») — Галя
15. 2006 — Девять жизней Нестора Махно — Мария
16. 2006 — Оранжевое небо — сестра Иванны
17. 2006 — Саквояж со светлым будущим — Лидия Поклонная
18. 2006 — Сказки для взрослых дальтоников
19. 2007 — Возвращается муж из командировки — Лена Бочкова, медсестра
20. 2007 — Девы ночи
21. 2007 — Иван Подушкин. Джентльмен сыска-2 (Фильм 3 «Надувная женщина для Казановы») — эпизод
22. 2007 — Клятва (короткометражный)
23. 2007 — Молчун — Марфуша
24. 2007 — Чужие тайны — Лидия Ильинична Олейникова, посудомойка столовой городского лицея, сводная сестра Александры Симоновой
25. 2008 — Время грехов — Марина
26. 2008 — За всё тебя благодарю—3 — Светик
27. 2008 — Мужчина для жизни, или На брак не претендую — Соня
28. 2008 — Неодинокие — Настя, официантка
29. 2008 — Операция «ЧеГевара» — Ольга
30. 2008 — Сказка о женщине и мужчине — Ирина, бывшая жена Вольского
31. 2009 — А Вы играете в шахматы?
32. 2009 — День побеждённых — Лина, дочь Основоположницы
33. 2009 — Довженко начинается, или Сашка-реформатор — Ида
34. 2009 — Осенние цветы — Марина, актриса
35. 2009 — При загадочных обстоятельствах (Фильм 4 «Кофе по-дьявольски») — подруга Виктора
36. 2009 — Хлебный день — аферистка
37. 2009 — Чёрта с два — Верка
38. 2010 — Вера, Надежда, Любовь — Инга, жена Василия
39. 2010 — Домашний арест — Ната Малух, жена-домохозяйка
40. 2010 — Маршрут милосердия — жена Погарёва
41. 2010 — Только любовь — Дарина Алексеевна, завуч школы
42. 2010 — Трава под снегом — Рита, квартирная хозяйка
43. 2011 — Здравствуй, мама! — Дина, подруга Анны
44. 2011 — Одуванчик — жена Вани
45. 2011 — Последний кордон. Продолжение — Василиса, жена председателя
46. 2011—2012 — Я приду сама — Женя Петрова
47. 2011—2013 — Такси — Оля, одноклассница Леши, жена Вити-неудачника
48. 2012 — Женский доктор (2-я серия «Недоношенное сердце») — Галя Николайчик, многодетная мать
49. 2012 — Лист ожидания — Таня, медсестра
50. 2012 — Личная жизнь следователя Савельева (Фильм 5 «Чистая вода») — Катя, жена Маслова
51. 2012 — Отцовский инстинкт — Вера, жена Перевалова
52. 2012 — Последняя роль Риты — Люба, подруга Риты
53. 2012 — Счастливый билет — врач-психолог
54. 2012—2013 — Сваты-6 — Ульяна Николаевна
55. 2013 — Мой папа лётчик — Клара, официантка, подруга Людмилы
56. 2013 — Обычное дело — Марта
57. 2013 — Одинокие сердца — Соня, подруга Лизы, портниха
58. 2013 — Убить дважды — Катя Осипова, зэчка
59. 2013 — Хайтарма — русская соседка
60. 2014 — Жара (короткометражный)
61. 2014 — Лабиринты судьбы — Тамара Пронина, мама Пашки
62. 2014 — Преступление в фокусе — Рита, работник санатория
63. 2014 — Узнай меня, если сможешь — Люда, домработница Майковых
64. 2015 — Офицерские жёны — Серафима Пыляева
65. 2015 — Пёс — Майя продавец
66. 2016 — Запретная любовь — повариха
67. 2016 — Село на миллион — Рената
68. 2016 — Родственнички —  Мария мама Люси, Серёжи и Игорька
69. 2016 — Плохой хороший коп — Зоя
70. 2016 — Кандидат
71. 2016 — Пацики —  мама Марфы
72. 2016 — На линии жизни — Алевтина жена Кузьмы
73. 2016 —"Лучшая" неделя моей жизни — Света
74. 2017 — Кафе на Садовой Валентина —Валентина
75. 2017 — Первый парень на деревне — Люба
76. 2017 — Добежать до себя Нина подруга Анны
77. 2017 — Завещание принцессы —  Вика жена Анатолия
78. 2018 — Безумная свадьба — Галина Середюк
79. 2018 — Виноград — Тамара хуторянка
80. 2018 — Добровольцы — повар
81. 2018 — Кровь ангела — жена Эдуарда
82. 2019 — Безумная свадьба-2 — Галина Середюк
83. 2019 — Будь что будет — Людмила
84. 2019 — Папик — Дарья Александровна дочка деда
85. 2019 — Тайна Марии — Света
86. 2019 — Тайны — Зинаида Степановна Вишняк владелица «Корчмы»
87. 2019 — Юрчишины — Елена
88. 2019 — Адская Хоругвь, или Рождество Казацкое — Дарья
89. 2020 — Незабытая — Валя
90. 2020 — Последний день войны — Люська
91. 2020 — Родня
92. 2021 — Безумная свадьба-3 — Галина Середюк
93. 2021 — Игры детей старшего возраста
94. 2021 — Безумные соседи телесериал — Галина
95. 2021 — Домик на счастье — Лара
96. 2022 — Бешеные соседи. Новые истории — Галина

## Признание и награды
- 2004 — Специальный приз кинофестиваля студенческих работ «Открытая ночь» за лучшую женскую роль фестиваля (х/ф «Гунька»)
- 2007 — Лауреат премии «Киевская пектораль» в категории «Лучшая женская роль» за роль медсестры Марии (спектакль «Очередь»)
- 2008 — Номинант премии «Киевская пектораль» за роль Шарлотты (спектакль «Лолита»)
- 2009 — Лауреат премии им. Веры Левицкой[3]